# Selkäsaari (ö i Norra Karelen, Joensuu, lat 63,19, long 29,11)
Selkäsaari är en ö i Finland. Den ligger i sjön Juuanjärvi och i kommunen Juga i den ekonomiska regionen  Joensuu ekonomiska region  och landskapet Norra Karelen, i den centrala delen av landet, 400 km nordost om huvudstaden Helsingfors. Öns area är 0,7 hektar och dess största längd är 100 meter i sydöst-nordvästlig riktning.